# Caio Henrique
Caio Henrique Oliveira Silva (Santos, São Paulo, Brasil, 31 de julio de 1997) es un futbolista brasileño. Juega de defensa y su equipo es el A. S. Monaco F. C. de la Ligue 1 de Francia.

## Trayectoria
Caio Henrique se formó en las divisiones juveniles del Santos, comenzó en el año 2008, se destacó en las categorías sub-17 y sub-20 del club. Debido a que su contrato finalizaba a mediados de 2016 intentaron renovarle pero no llegaron a ningún acuerdo.

### Atlético de Madrid
El 2 de febrero de 2016 firmó contrato con Atlético de Madrid, para integrarse al filial en primera instancia.
Debutó con el Atlético "B" el 4 de febrero, en un partido amistoso contra Shanghái Shenhua, fue titular, enfrentó a jugadores como Giovanni Moreno, Freddy Guarín y Demba Ba, derrotaron al conjunto chino por 2 goles a 1.
Luego se integró al Juvenil A y jugó el segundo semestre de la temporada 2015/16 establecido en España. Se coronó campeón de Liga y Copa del Rey en la categoría.
El 7 de julio, comenzó la pretemporada con el primer equipo en Los Ángeles de San Rafael, bajo las órdenes de Diego Simeone.
Debutó con los profesionales el 23 de julio de 2016, en el primer amistoso de preparación, fue contra Numancia, ingresó en el segundo tiempo y ganaron 0-2. Caio jugó su primer partido con 18 años y 358 días.
Convenció al entrenador y quedó en la lista de 24 jugadores para viajar a Australia y jugar la International Champions Cup 2016.
El 29 de julio, se enfrentaron a Tottenham en el primer amistoso, Caio ingresó al minuto 57 por Tiago, compartió cancha con referentes como Jan Oblak, Filipe Luís, Diego Godín, Saúl y Fernando Torres, derrotaron al conjunto inglés por 1 a 0 en Melbourne ante más de 42.100 espectadores.
Jugaron contra Melbourne Victory el 31 de julio, Caio jugó como titular por primera vez, estuvo los 90 minutos en cancha pero fueron derrotados 1-0.
Cuando regresaron a España, se integró a la preparación del Atlético "B". El 7 de agosto jugaron el tercer amistoso de pretemporada, fue contra Guijuelo, en ese partido Caio fue titular pero fueron derrotados 4 a 0. Luego se enfrentaron a Calahorra en el siguiente amistoso, esta vez Caio ingresó en el transcurso del partido y empataron 1-1.
El entrenador Simeone volvió a convocar a al joven brasileño para jugar con el primer equipo el Trofeo Carranza 2016.
Jugaron la semifinal contra Cádiz el 12 de agosto, Caio fue titular, empataron 1 a 1 pero fueron derrotados por penales. Luego se enfrentaron a Nigeria All Stars por el tercer puesto y ganaron 3-1, pero no tuvo minutos.
Caio Henrique totalizó 4 partidos jugados con los profesionales en la pretemporada, mientras que sumó 2 con la reserva.
El 28 de agosto debutó con el Atlético "B" de manera oficial, fue en la fecha 1 de la Tercera División de España 2016-17 contra Alcobendas, jugó como titular y ganaron 0-1. En la fecha 11, se enfrentaron a Villanueva del Pardillo, el futbolista brasileño anotó su primer gol en el torneo pero fueron derrotados 2 a 1.
Luego de jugar 6 partidos con el filial, Diego Simeone lo convocó por primera vez para estar a la orden en un partido oficial con el primer equipo.
Debutó como profesional con Atlético de Madrid el 30 de noviembre de 2016, fue titular en los dieciseisavos de la Copa del Rey, su rival fue Guijuelo, conjunto al que derrotaron 6 a 0. Caio jugó su primer partido oficial con 19 años y 122 días, utilizó la camiseta número 27.

### Paraná
En 2018, Caio Henrique jugó con Paraná en el Brasileirão. Jugó 27 de los primeros 28 partidos del equipo en la competición, todos como titular, pero terminó fuera de la recta final del campeonato.

### Fluminense
Fluminense fichó oficialmente a Caio Henrique el 15 de enero de 2019. El llega cedido por una temporada.Caio Henrique celebró su primer gol con el Fluminense en partido válido por la Copa de Río, el Tricolor venció a Bangu por 2-0, en el Maracaná.
Caio Henrique terminó su etapa en el equipo de Laranjeiras a finales de año, después de haber disputado 65 partidos.

### Grêmio
El 21 de enero de 2020, Grêmio anunció el fichaje de Caio Henrique. El jugador llega cedido por el Atlético de Madrid hasta finales de 2020. Sólo permaneció 5 partidos ya que tuvo que regresar al Atlético de Madrid a petición del técnico Diego Simeone.

### Monaco
En agosto de 2020, el jugador firma por el A. S. Monaco F. C. de la Ligue 1 de Francia, recibiendo el Atlético de Madrid un traspaso de 8 millones de euros. Debutó en la séptima jornada de la Ligue 1 contra el Montpellier Hérault en un empate 1-1, después de recuperarse de una lesión de tobillo.
En la temporada 2021-22, Caio Henrique terminó la temporada con 13 asistencias y 2 goles en 44 apariciones con el Mónaco. Al final de la temporada 2022-23, Caio terminó con 45 apariciones, 1 gol y 10 asistencias.
Tras una grave lesión en 2023, el jugador regresó con fuerza. En la temporada 2024/2025, por ejemplo, disputó 27 partidos en la Ligue 1. Dio seis asistencias, su tercer mejor registro en su carrera. Además, promedia 2,3 pases clave por entrada. Sus estadísticas ofensivas son buenas. Sin embargo, su rendimiento defensivo también es destacable. Caio Henrique realiza 1,8 entradas por partido y tiene un 86% de precisión en el pase. Con esto, Caio demuestra un gran equilibrio entre ataque y defensa. En otras palabras, es un lateral completo que también disputó ocho partidos en la Champions League 2024/2025.

## Selección nacional

### Categorías inferiores
Caio ha sido parte de la selección de Brasil en la categoría sub-20.
Fue convocado por primera vez por Rogério Micale para jugar contra la selección sub-20 inglesa una serie de amistosos.
Debutó con la canarinha el 1 de septiembre de 2016, fue titular contra Inglaterra, estuvo en cancha los 90 minutos y empataron 1 a 1. En la revancha volvió a jugar desde el comienzo, esta vez se impusieron 1-2 a los europeos. En los partidos se enfrentó a juveniles destacados como Taylor Moore, Patrick Roberts y Adam Armstrong.
En la siguiente convocatoria, fue citado para jugar un cuadrangular internacional en Chile.
Primero se enfrentaron a Ecuador, fue titular en el medio campo y ganaron 3 a 0.
En el segundo juego de la Copa Ciudad de la Independencia, jugaron el clásico ante Uruguay, al minuto 30 Felipe Vizeu abrió el marcador para Brasil, antes de finalizar el primer tiempo le quedó un penal a favor de los uruguayos, remató Nicolás Schiappacasse pero Lucas Perri lo detuvo. Para la segunda mitad, su compañero Giovanny estiró la ventaja con un gol a los 5 minutos, Caio ingresó al minuto 65 por Vander, ya en tiempo cumplido el charrúa Carlos Benavidez acortó distancias pero el juego finalizó 2-1. Tuvo como rivales a jugadores como Rodrigo Amaral, Diego Rossi y Agustín Sant'Anna.
Para el último partido, se enfrentaron al local, Chile, Caio Henrique fue el capitán de la selección por primera vez, su compañero Felipe Vizeu convirtió un gol al minuto 32, pero en el segundo tiempo los chilenos empataron el juego, finalizaron 1-1, lo que significó el título para Brasil. Con 7 puntos de 9 posibles, Brasil consiguió el trofeo, Caio lo levantó por ser el capitán.
En el siguiente llamado, viajaron hasta América del Norte para enfrentarse a su similar mexicano en dos partidos amistosos.
El 11 de octubre se enfrentaron a México en el primer amistoso, Caio ingresó en el transcurso del juego por Thiago Maia y ganaron 1 a 0. Luego jugaron la revancha y fueron derrotados por primera vez en el proceso, por 2 a 1, esta vez Caio estuvo los 90 minutos en cancha.
Finalmente, el 7 de diciembre de 2016, fue confirmado en la lista oficial por Rogério Micale para defender la selección de Brasil en el Campeonato Sudamericano Sub-20 de 2017.

#### Participaciones en categorías inferiores
En cursiva las competiciones no oficiales.
| Competición                                    | Sede    | Resultado     | Partidos | Goles |
| ---------------------------------------------- | ------- | ------------- | -------- | ----- |
| Copa Ciudad de la Independencia Sub-19 de 2016 | Chile   | Campeón       | 3        | 0     |
| Campeonato Sudamericano Sub-20 de 2017         | Ecuador | Quinto puesto | 8        | 0     |

#### Detalles de partidos
| Con Brasil sub-20 | Con Brasil sub-20 | Con Brasil sub-20    | Con Brasil sub-20       | Con Brasil sub-20            | Con Brasil sub-20                        | Con Brasil sub-20 | Con Brasil sub-20 | Con Brasil sub-20                                         | Con Brasil sub-20 |
| N.º               | Rival             | Resultado            | Fecha                   | Lugar                        | Competencia                              | Goles             | Asistencias       | Ref.                                                      |                   |
| ----------------- | ----------------- | -------------------- | ----------------------- | ---------------------------- | ---------------------------------------- | ----------------- | ----------------- | --------------------------------------------------------- | ----------------- |
| 1                 | Inglaterra        | 1:1 (0:1) (3:4 pen.) | 1 de septiembre de 2016 | Burton upon Trent Inglaterra | Amistoso                                 | -                 | -                 | 1                                                         |                   |
| 2                 | Inglaterra        | 1:2 (0:2) (2:3 pen.) | 4 de septiembre de 2016 | Kidderminster Inglaterra     | Amistoso                                 | -                 | -                 | 2                                                         |                   |
| 3                 | Ecuador           | 0:3 (0:0)            | 12 de octubre de 2016   | Talca · Chile                | Amistoso Copa Ciudad de la Independencia | -                 | -                 | 3                                                         |                   |
| 4                 | Uruguay           | 2:1 (1:0)            | 14 de octubre de 2016   | Talca · Chile                | Amistoso Copa Ciudad de la Independencia | -                 | -                 | 4                                                         |                   |
| 5                 | Chile             | 1:1 (0:1)            | 16 de octubre de 2016   | Talca · Chile                | Amistoso Copa Ciudad de la Independencia | -                 | -                 | 5                                                         |                   |
| 6                 | México            | 0:1 (0:1)            | 11 de noviembre de 2016 | Ciudad de México · México    | Amistoso                                 | -                 | -                 | 6                                                         |                   |
| 7                 | México            | 2:1 (0:0)            | 14 de noviembre de 2016 | Ciudad de México · México    | Amistoso                                 | -                 | -                 | 7                                                         |                   |
| 8                 | Ecuador           | 0:1 (0:0)            | 18 de enero de 2017     | Riobamba · Ecuador           | Campeonato Sudamericano Fase de grupos   | -                 | -                 | 8                                                         |                   |
| 9                 | Chile             | 0:0                  | 20 de enero de 2017     | Riobamba · Ecuador           | Campeonato Sudamericano Fase de grupos   | -                 | -                 | 9 Archivado el 2 de febrero de 2017 en Wayback Machine.   |                   |
| 10                | Paraguay          | 3:2 (1:0)            | 22 de enero de 2017     | Riobamba · Ecuador           | Campeonato Sudamericano Fase de grupos   | -                 | -                 | 10                                                        |                   |
| 11                | Ecuador           | 2:2 (0:2)            | 30 de enero de 2017     | Quito · Ecuador              | Campeonato Sudamericano Hexagonal final  | -                 | -                 | 11                                                        |                   |
| 12                | Uruguay           | 1:2 (1:0)            | 2 de febrero de 2017    | Quito · Ecuador              | Campeonato Sudamericano Hexagonal final  | -                 | -                 | 12                                                        |                   |
| 13                | Venezuela         | 1:0 (0:0)            | 5 de febrero de 2017    | Quito · Ecuador              | Campeonato Sudamericano Hexagonal final  | -                 | -                 | 13 Archivado el 6 de febrero de 2017 en Wayback Machine.  |                   |
| 14                | Argentina         | 2:2 (1:1)            | 8 de febrero de 2017    | Quito · Ecuador              | Campeonato Sudamericano Hexagonal final  | -                 | -                 | 14 Archivado el 11 de febrero de 2017 en Wayback Machine. |                   |
| 15                | Colombia          | 0:0                  | 11 de febrero de 2017   | Quito · Ecuador              | Campeonato Sudamericano Hexagonal final  | -                 | -                 | 15                                                        |                   |

### Absoluta
El 8 de septiembre de 2023 hizo su debut con la selección absoluta en un encuentro de clasificación para el Mundial 2026 ante Bolivia en el que jugó cerca de veinte minutos.

## Estadísticas

### Clubes
Actualizado al 17 de mayo de 2025.
| Club                         | Div.          | Temporada     | Liga  | Liga  | Estadual | Estadual | Copas nacionales | Copas nacionales | Torneos internacionales | Torneos internacionales | Total | Total |
| Club                         | Div.          | Temporada     | Part. | Goles | Part.    | Goles    | Part.            | Goles            | Part.                   | Goles                   | Part. | Goles |
| ---------------------------- | ------------- | ------------- | ----- | ----- | -------- | -------- | ---------------- | ---------------- | ----------------------- | ----------------------- | ----- | ----- |
| Atlético Madrid · España     | 1.ª           | 2016-17       | 0     | 0     | —        | —        | 1                | 0                | 0                       | 0                       | 1     | 0     |
| Atlético Madrid · España     | Total club    | Total club    | 0     | 0     | —        | —        | 1                | 0                | 0                       | 0                       | 1     | 0     |
| Atlético Madrid "B" · España | 3.ª           | 2016-17       | 15    | 1     | —        | —        | —                | —                | —                       | —                       | 15    | 1     |
| Atlético Madrid "B" · España | 2.ªB          | 2017-18       | 5     | 0     | —        | —        | —                | —                | —                       | —                       | 5     | 0     |
| Atlético Madrid "B" · España | Total club    | Total club    | 20    | 1     | —        | —        | —                | —                | —                       | —                       | 20    | 1     |
| Paraná Clube · Brasil        | 1.ª           | 2018          | 27    | 0     | —        | —        | 0                | 0                | —                       | —                       | 27    | 0     |
| Paraná Clube · Brasil        | Total club    | Total club    | 27    | 0     | —        | —        | 0                | 0                | —                       | —                       | 27    | 0     |
| Fluminense F. C. · Brasil    | 1.ª           | 2019          | 35    | 1     | 14       | 1        | 8                | 0                | 8                       | 0                       | 65    | 2     |
| Fluminense F. C. · Brasil    | Total club    | Total club    | 35    | 1     | 14       | 1        | 8                | 0                | 8                       | 0                       | 65    | 2     |
| Grêmio · Brasil              | 1.ª           | 2020          | —     | —     | 3        | 0        | —                | —                | 2                       | 0                       | 5     | 0     |
| Grêmio · Brasil              | Total club    | Total club    | —     | —     | 3        | 0        | —                | —                | 2                       | 0                       | 5     | 0     |
| A. S. Monaco F. C. Francia   | 1.ª           | 2020-21       | 31    | 0     | —        | —        | 5                | 0                | —                       | —                       | 36    | 0     |
| A. S. Monaco F. C. Francia   | 1.ª           | 2021-22       | 34    | 2     | —        | —        | 3                | 0                | 12                      | 0                       | 49    | 2     |
| A. S. Monaco F. C. Francia   | 1.ª           | 2022-23       | 35    | 1     | —        | —        | 1                | 0                | 9                       | 0                       | 45    | 1     |
| A. S. Monaco F. C. Francia   | 1.ª           | 2023-24       | 9     | 0     | —        | —        | 0                | 0                | —                       | —                       | 9     | 0     |
| A. S. Monaco F. C. Francia   | 1.ª           | 2024-25       | 27    | 0     | —        | —        | 3                | 0                | 8                       | 0                       | 38    | 0     |
| A. S. Monaco F. C. Francia   | Total club    | Total club    | 136   | 3     | —        | —        | 12               | 0                | 29                      | 0                       | 177   | 3     |
| Total carrera                | Total carrera | Total carrera | 218   | 5     | 17       | 1        | 21               | 0                | 39                      | 0                       | 295   | 6     |
| 1. 2.                        |               |               |       |       |          |          |                  |                  |                         |                         |       |       |

### Selección
Actualizado al 11 de febrero de 2017.
Último partido citado: Colombia 0 - 0 Brasil
| Sub-20 · Brasil                                                  | 2016-17       | 8 | 0 | - | - | 7 | 0 | 15 | 0 |
| Sub-20 · Brasil                                                  | Total sel.    | 8 | 0 | - | - | 7 | 0 | 15 | 0 |
| Total carrera                                                    | Total carrera | 8 | 0 | - | - | 7 | 0 | 15 | 0 |
| (1)Incluidos los datos del Campeonato Sudamericano Sub-20 (2017) |               |   |   |   |   |   |   |    |   |

### Resumen estadístico
|                            | Partidos | Goles | Promedio |
| -------------------------- | -------- | ----- | -------- |
| Liga                       | 82       | 2     | 0.02     |
| Estaduales                 | 17       | 1     | 0.06     |
| Copas nacionales           | 9        | 0     | 0        |
| Copas internacionales      | 10       | 0     | 0        |
| Selección de Brasil sub-20 | 15       | 0     | 0        |
| Total                      | 133      | 3     | 0.02     |

## Palmarés

### Campeonatos regionales
| Título   | Club             | País   | Año  |
| -------- | ---------------- | ------ | ---- |
| Taça Río | Fluminense F. C. | Brasil | 2019 |